# 欧州経済協力機構
欧州経済協力機構（おうしゅうけいざいきょうりょくきこう、英: Organization for European Economic Cooperation、OEEC）は、1948年にヨーロッパ16カ国により設立された機関。 
マーシャル・プランに連動する形で、アメリカの要求による為替と貿易の自由化と、ヨーロッパ域内諸国間と欧米間の関税を引き下げることを、その目的としている。現在の欧州統合に先立つ概念をもった機関である。
1961年に経済協力開発機構（Organization for Economic Cooperation and Development、OECD）となった。